# Roca de l'Àliga (Granera)

La Roca de l'Àliga, respecte del terme de Granera

La Roca de l'Àliga és una muntanya de 819,7 metres d'altitud que es troba en el terme municipal de Granera, de la comarca del Moianès.
Està situat a l'extrem sud-est de la Serra de Granera i al nord del Serrat del Pedró. És al sud-est del Castellar. És al nord del nucli principal del poble de Granera.